# Vrapčište
Vraptsjisjte (Macedonisch: Врапчиште; Turks: Vrapçişte; Albanees: Vrapçishti) is een gemeente in Noord-Macedonië.
Vraptsjisjte telt 25.399 inwoners (2002). De oppervlakte bedraagt 157,98 km², de bevolkingsdichtheid is 160,8 inwoners per km². De meerderheid is Albanees (83%). De grootste minderheden vormen Turken (12%) en Macedoniërs (4%). De meerderheid is islamitisch.